# 孫延泂
孙延泂（？—1635年），號旭海，山东登州府莱阳县军籍。

## 生平
癸巳五月二十日生。万历四十三年（1615年）乙卯科山东乡试举人，四十七年（1619年）己未科進士，通政司觀政，次年授山西河津县知县，天啓元年（1621年）本省同考，饷院纪录，二年调临汾县，五年降補順天府照磨，六年升本府推官，擢工部主事，管节慎库，七年八月叙殿工，加升二级，升郎中，加太仆寺少卿，管节慎库、正砖厂。崇祯二年四月以阉党被削籍。崇祯八年卒。

## 家族
曾祖孫盤，祖孫乾，父孫豸（1562年-1634年），字拙斋，别号瑞菴，以子貴封河津县知县，晋封工部虞衡司员外郎，累封太仆寺少卿。